# Szilsárkány
Szilsárkány is een plaats (község) en gemeente in het Hongaarse comitaat Győr-Moson-Sopron. Szilsárkány telt 733 inwoners (2001).